# Czerniczne (rejon bereski)
Czerniczne (biał. Чарнічнае; ros. Черничное) – wieś na Białorusi, w obwodzie brzeskim, w rejonie bereskim, w sielsowiecie Malecz.
Dawniej wieś, uroczysko i folwark. W dwudziestoleciu międzywojennym leżało w Polsce, w województwie poleskim, w powiecie prużańskim.